# Dekoratie voor Trouwe Dienst
De Dekoratie voor Trouwe Dienst, afgekort achter de naam als DTD, is een Zuid-Afrikaanse militaire onderscheiding. Deze werd in 1920 ingesteld als een retroactieve toekenning voor Boerenofficieren van de Tweede Boerenoorlog (1899-1902), aangezien geen van beide voormalige Boerenrepublieken, de Zuid-Afrikaansche Republiek (Transvaal) en Oranje Vrijstaat, eigen officiële onderscheidingen kenden.

## Instelling
De Dekoratie voor Trouwe Dienst werd ingesteld door het Government Notice nr. 2307 gedateerd op 21 december 1920 en gepubliceerd in de Union of South Africa Government Gazette van 24 december 1920. Het was een retroactieve toekenning voor een ‘gerenommeerde en bijzonder verdienstelijke staat van dienst’ van Boerenofficieren gedurende de Tweede Boerenoorlog tussen 11 oktober 1899 en 31 mei 1902.
Tijdens de Tweede Boerenoorlog werden commandanten van de strijdmachten van de Boerenrepublieken geïnstrueerd om bij te houden welke van hun ondergeschikten zich hadden onderscheiden op het slagveld. De namen moesten dan worden opgestuurd naar de Oorlogsraad ter confirmatie en werden gepubliceerd in de Staats Courant met de bedoeling om hen na afloop van de oorlog een medaille uit te reiken. Aangezien de Boeren werden verslagen werden de medailles echter nooit uitgereikt.
De Unie-Verdedigingsmacht (UVM) werd in 1912 opgericht. In 1913 bemerkte de Britse kolonel Skinner (1871-1955) die vanuit het Britse leger bij de UDF gedetacheerd was als commandant van de militaire school in Bloemfontein, dat sommige officieren die heldhaftig hadden gestreden in de strijdmachten van de boerenrepublieken, geen onderscheidingen droegen, terwijl hun collega-officieren die aan de Britse zijde hadden gediend, meestal wel gedecoreerd waren. Skinner vroeg het hoofdkwartier van defensie om deze omissie te rectificeren maar door het uitbreken van de Eerste Wereldoorlog werd er niets gedaan. Pas in 1920 werd de Dekoratie voor Trouwe Dienst, de Medalje voor de Anglo-Boere Oorlog en het Lint voor Verwonding ingesteld door koning George V en konden veterane Boerenofficieren, die inmiddels dienstdeden in UVM, gedecoreerd worden.

## Toekenningscriteria
De Dekoratie voor Trouwe Dienst kon worden toegekend aan officieren van de militaire strijdkrachten van de Zuid-Afrikaansche Republiek of Oranje Vrijstaat wier staat van dienst tijdens de tweede Boerenoorlog (1899-1902) van zo'n gerenommeerde en verdienstelijke aard was dat dezen volgens de minister van defensie een speciale erkenning verdienden. Ontvangers moesten hebben gediend als leden van de Unie-Verdedigingsmacht, of beschikbaar zijn om te worden opgeroepen om dienst te doen onder de Zuid-Afrikaanse defensiewet van 1912. Deze in de Staatscourant gepubliceerde bepalingen sloten veel mensen uit die  aan de kant van de Boeren hadden gevochten, onder andere leden van verscheidene buitenlandse eenheden en Natalse en Kaapse rebellen.

## Draagvolgorde
Hoewel de Dekoratie voor Trouwe Dienst werd ingesteld namens koning George V door Zijne Koninklijke Hoogheid, de gouverneur-generaal van de Unie van Zuid-Afrika, werd de onderscheiding nooit opgenomen in de draagvolgorde zoals die wordt voorgeschreven door de Britse centrale kanselarij voor ridderorden.

### Zuid-Afrika
In de Zuid-Afrikaanse draagvolgorde werd de Dekoratie voor Trouwe Dienst wel opgenomen en geplaatst voor de Britse Orde van Voorname Dienst. Toen op 6 april 1952 een nieuwe Zuid-Afrikaanse decoratiestelsel werd ingesteld om de tot dan toe gebruikte Britse onderscheiding te vervangen, mochten de oude Britse onderscheidingen nog steeds gedragen worden, maar kwamen in draagvolgorde na alle Zuid-Afrikaanse orden, onderscheidingen en medailles. De enige uitzondering was het Victoria Cross, de hoogste Britse onderscheiding,.
De officiële Zuid-Afrikaanse draagvolgorde werd in 1994 herzien om er de militaire decoraties en medailles van de strijdkrachten van de republieken Transkei, Bophuthatswana, Venda en Ciskei in op te nemen die op 27 april 1994 samen met de Zuid-Afrikaanse Weermacht (SAW) waren geïntegreerd in de Zuid-Afrikaanse Nationale Weermacht (SANW).
Zuid-Afrikaanse Weermacht tot 26 april 1994
- Officiële SAW draagvolgorde:
  - Voorafgegaan door de National Cadet Bisley Grand Champion Medal.[15]
  - Gevolgd door de Orde van Voorname Dienst (OVD) van het Verenigd Koninkrijk.[16]
- Officiële nationale draagvolgorde:
  - Voorafgegaan door het George Cross (GC) van het Verenigd Koninkrijk.
  - Gevolgd door de Orde van Voorname Dienst (OVD) van het Verenigd Koninkrijk.[16]

Zuid-Afrikaanse Nationale Weermacht vanaf 27 april 1994
- Officiële SANW draagvolgorde:
  - Voorafgegaan door de State President's Medal for Shooting van Bophuthatswana.
  - Gevolgd door de Orde van Voorname Dienst (OVD) van het Verenigd Koninkrijk.[16]
- Officiële nationale draagvolgorde:
  - Voorafgegaan door het George Cross (GC) van het Verenigd Koninkrijk.
  - Gevolgd door de Orde van Voorname Dienst (OVD) van het Verenigd Koninkrijk.[16]

De plaats van de Dekoratie voor Trouwe Dienst in de officiële draagvolgorde bleef ook ongewijzigd in april 1996, toen onderscheidingen en medailles van twee voormalige niet-statutaire strijdmachten, het Azaniaans Volksbevrijdingsleger en Umkhonto we Sizwe, aan het Zuid-Afrikaanse decoratiestelsel werden toegevoegd. De plaats van de Dekoratie voor Trouwe Dienst bleef opnieuw ongewijzigd bij de instelling van een nieuwe reeks onderscheidingen op 27 april 2003.

## Omschrijving
De onderscheiding is een uit zilver geslagen schijf met een diameter van 37 mm en een dikte van 3 mm. Bovenaan is - door middel van klemhaakjes en een pinnetje door de medaille - een gesp (en: bar suspender) bevestigd. Aan de gesp wordt het lint bevestigd. Als randschrift worden de naam en rang van de ontvanger op de rand van de medaille geslagen.
Dubbele voorzijde
De onderscheiding heeft een ‘dubbele voorzijde’. Op beide zijden is een wapenschild op een kruis pattée afgebeeld, waarboven langs de buitenrand de woorden "VOOR TROUWE DIENST" en waaronder de jaartallen "1899 • 1902" staan. Op de ene zijde staat in het midden van het kruis het wapen van de Zuid-Afrikaansche Republiek en op de andere zijde dat van Oranje Vrijstaat. Zo kan iedere drager de medaille met de zijde van de staat waarvoor hij vocht aan de voorzijde dragen.
Lint
Het lint is 32 mm breed en voorzien van vijf verticale banen in de gecombineerde kleuren van de twee voormalige Boerenrepublieken. Hoewel deze kleuren in de Staatscourant vermeld werden als rood, groen, blauw, oranje en wit, is het oranje echter geel op het feitelijke lint. Een veteraan van de Zuid-Afrikaansche Republiek (ZAR) draagt de kant met (voor de drager) van rechts naar links een baan van 3 mm rood, 7 mm groen, 12 mm blauw, 7 mm oranje (geel) en 3 mm wit. Een veteraan van Oranje Vrijstaat (OVS) draagt de medaille en het lint "omgekeerd", dus met de witte baan (voor de drager) aan de linkerkant.
Baton
De baton heeft dezelfde kleuren als het lint, dus voor OVS andersom als voor ZAR..

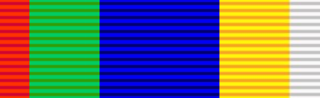
Baton ZAR

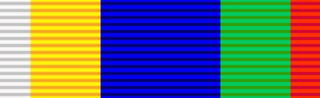
Baton OVS

## Ontvangers
Tussen 1921 en 1946 werden er in totaal 655 onderscheidingen uitgereikt; op een na allemaal aan officieren. De enige uitzondering was de medaille uitgereikt aan burgher A. Kuit, die de onderscheiding ontving voor zijn verdiensten in zijn hoedanigheid van Inspekteur van Veldpos (‘Inspecteur van de Veldpost’).
Een volledige lijst van ontvangers van de Dekoratie voor Trouwe Dienst werd gepubliceerd in het Military History Journal of the South African Military History Society 1 en 2 (1967-1968).

## Einde van uitreikingen
De oorspronkelijke einddatum voor voordrachten was 30 juni 1921, maar men hield zich daar niet strikt aan. De toekenning van de onderscheiding werd gestopt op 31 december 1946 en de laatste onderscheiding werd op 22 januari 1947 opgestuurd naar kapitein M. C. Avis van generaal Smuts' commando.